# Эрнандес, Роберт
Роберт Энрике Эрнандес Агуадо (исп. Robert Enrique Hernández Aguado; 14 сентября 1993, Каракас) — венесуэльский футболист, выступает как на позиции полузащитника, так и нападающего за клуб «Депортиво Тачира».

## Биография

### Клубная карьера
Роберт начал футбольную карьеру в клубе «Депортиво Ансоатеги», за основной состав которого он дебютировал 4 декабря 2011 года во встрече с «Атлетико Эль-Вихия». В сезоне 2011/12 полузащитник провёл 14 матчей, регулярно выходя на поле в стартовом составе. 30 сентября 2012 года Эрнандес отметился первым забитым мячом.
В 2013 году Роберт провёл свой первый матч в Кубке Либертадорес, который пришёлся на встречу с аргентинским «Тигре».
В конце 2014 года Роберт подписал контракт с «Тампа-Бэй Раудис», выступающим в NASL. 5 апреля венесуэлец провёл первую игру в новом клубе. 16 декабря 2015 года «Раудис» объявили о том, что контракт Эрнандеса продлён не будет.
В 2016—2020 годах Эрнандес выступал за «Каракас». После непродолжительного пребывания в боливийском «Олвейс Реди» в 2022 году вернулся на родину, где присоединился к «Депортиво Тачире».

### Карьера в сборной
В 2013 году Эрнандес принял участие в Молодёжном чемпионате Южной Америки. Роберт сыграл во всех 4 матчах своей команды, не сумевшей преодолеть первый этап турнира.

## Достижения
- Чемпион Венесуэлы (1): 2019
- Обладатель Кубка Венесуэлы (1): 2012